# Biblioteks- og informationsvidenskab
B&I også betegnet Biblioteks-, Dokumentations- og Informationsvidenskab, er et fagområde, der internationalt er etableret med egne institutioner, konferencer, tidsskrifter osv. og som i Danmark især dyrkes på Det Informationsvidenskabelige Akademi.

## Historik
I Tyskland blev det første professorat i biblioteksvidenskab ("Bibliothekswissenschaft") etableret i 1886 ved Göttingens Universitet (cf., Rohde 2003), men allerede i 1807 eksisterede der en lærebog i faget (Schrettinger, 1807). I USA etablerede Melvin Dewey i 1887 "School of Library Economy" med et tilsvarende professorat. 
I første halvdel af det 20. århundrede etablerede Paul Otlet (1868-1944) og Henri Lafontaine (1854-1943) den såkaldte dokumentationsbevægelse og termen dokumentation blev betegnelsen for den mere videnskabelige del af biblioteksvidenskaben. Denne terminologi er nu næsten forsvundet og erstattet af begrebet informationsvidenskab, der vandt indpas med computerens fremkomst. 
I sidste halvdel af 1960'erne begyndte biblioteksskoler at tilføje betegnelsen informationsvidenskab til deres navn. Den første, der gjorde dette var Universitetet i Pittsburgh i 1964. Flere skoler fulgte efter gennem 1970'erne og 1980'erne og i løbet af 1990'erne havde så godt som alle skoler i USA tilføjet "information science" til deres navn. En tilsvarende udvikling foregik internationalt og fx skiftede Danmarks Biblioteksskole i 1997 sin engelsksprogede betegnelse fra ‘The Royal School of Librarianship’ ‘The Royal School of Library and Information Science’. Den nyeste tendens er at skolerne/afdelingerne skipper bibliotekstermen og kalder sig "i-schools". Tilsvarende er der sket en udvikling hvor det er svært at skelne mellem biblioteksvidenskab, LIS og informationsvidenskab.

## Delområder
Forskningsområdet omfatter bl.a. Bibliografi, bibliometri, informationssøgning og vidensorganisation.
En mere omfattende oversigt over fagområdets begreber kan ses ved at klikke på linken Kategori: Biblioteks- og informationsvidenskab nedenfor.